# Gesellschaft im Park
Gesellschaft im Park, auch Parkszene, ist der Titel eines Genrebildes von Ernst te Peerdt. Es entstand 1873 in Düsseldorf und zeigt die Gesellschaft zweier Paare mit Kindern in der sommerlichen Atmosphäre eines Parks. Motiv und Malweise erinnern an Werke des französischen Impressionismus.

## Beschreibung und Bedeutung
Zwei Paare genießen einen sommerlichen Park mit üppiger Vegetation, in dem Wegerondelle und Beete mit abwechslungsreicher, teils exotischer Bepflanzung in einem von Bäumen gerahmten Gartenraum das Bild bestimmen. Ihre Sommerkleidung entspricht dem gehobenen Standard bürgerlicher Mode der 1870er Jahre. Das Paar in der Bildmitte zeigt einen schwarz gekleideten Herrn, der mit Sommerhut und Stock ausgestattet ist und eine Dame in Weiß zu einer vierköpfigen Gruppe führt, die um ein blondes Kleinkind in leuchtend blauem Kleid zentriert ist. Das Kleinkind liegt auf dem Schoß einer hellgelb gekleideten, sitzenden Dame. Es erfährt nicht nur deren Zuwendung, sondern auch die Aufmerksamkeit eines ebenfalls sitzenden Herrn in ockerfarbenem Straßenanzug mit rotblondem Vollbart, der einen vor sich stehenden, agilen kleinen Jungen in seinen Armen bändigt. Flirrende Farbreflexe auf den Pflanzen, deren morphologische Details zugunsten ihrer charakteristischen Erscheinung malerisch vernachlässigt werden, ein Gartenstuhl mit abgelegten Kleidungsstücken, ein am Boden liegendes Schmetterlingsnetz sowie ein spannungsreiches Schattenspiel, das große Teile des Vordergrundes, Teile der Personengruppe und dichtere Gehölzstrukturen erfasst, beleben die sommerliche Szene. Die in der Bildkomposition leicht nach rechts verschobene Gruppendarstellung wird im Hintergrund durch eine helle klassizistische Ziervase akzentuiert. Sie lässt in der Parkszene ein südliches Ambiente anklingen.
Vermutlich handelt es sich bei den Paaren um Mitglieder der Künstlerfamilie Sohn-Rethel und bei dem Garten um den Malkastenpark, den Park des Künstlervereins Malkasten in Düsseldorf. Die sitzende Dame könnte Else Rethel sein, die Tochter des Malers Alfred Rethel, der neben ihr sitzende Mann ihr damaliger Verlobter und späterer Ehemann Karl Rudolf Sohn, der Sohn des Malers Karl Ferdinand Sohn. Bei dem Kleinkind auf ihrem Schoß könnte es sich um ihren 1872 geborenen Neffen Ernst Hoff handeln, bei dem kleinen Jungen neben ihr um ihren Neffen Carl Hoff d. J. Dementsprechend wäre das stehende Paar die Eltern der Kinder, die Eheleute Carl Hoff d. Ä. und Marie, geborene Sohn (1841–1893), ebenfalls ein Kind des Malers Karl Ferdinand Sohn.

## Entstehung, Rezeption und Provenienz
Ernst te Peerdt, der Maler des Bildes, hatte ab 1868 die Kunstakademie Düsseldorf und ab Mai 1873 kurzzeitig die Münchner Akademie besucht, als er sich ab Sommer 1873 wieder in Düsseldorf aufhielt und in dieser Zeit sein frühes Hauptwerk Gesellschaft im Park schuf. Es besticht durch seinen Kolorismus und überraschte die kunsthistorische Forschung durch seine Nähe zum französischen Impressionismus, insbesondere durch seine Affinität zu Motiven und Malweisen von Claude Monet und Pierre-Auguste Renoir. Zeitlich liegt es vor den impressionistischen Werken der Düsseldorfer Maler Olof Jernberg, Helmuth Liesegang und Eugen Kampf sowie vor dem deutschen Impressionismus, der erst Ende des 19. Jahrhunderts unter dem Eindruck des französischen Impressionismus entstand. Indes ist nichts über eine Reise des Malers nach Paris bekannt. Auch hielt der Künstler nicht an dem Stil fest, sondern wandte sich unter dem Einfluss von Ludwig Knaus in Berlin detailrealistisch ausgeführten Genrebildern in der Tradition der Düsseldorfer Malerschule zu. Ausdruck dieses Richtungswechsels wurde sein Werk Der Kupferdrucker (1876). Landschaften traten in seinem Œuvre erst wieder seit dem Ende der 1870er Jahre in den Vordergrund. Möglicherweise beruht die Entstehung des Bildes auf dem Einfluss des ungarisch-slowakischen Malers Pál Szinyei Merse, der unabhängig vom französischen Impressionismus zu ähnlichen Darstellungen gelangte. Diesem Maler war Ernst te Peerdt bei seinem Studium kurz zuvor in München begegnet.
Im Jahr 1909 wurde das Gemälde durch das Wallraf-Richartz-Museum vom Künstler erworben. Seither wurde es im Rahmen verschiedener Ausstellungen gezeigt, so 1979 im Kunstmuseum Düsseldorf, 1985 im Indianapolis Museum of Art sowie 1983 und 2006 im Wallraf-Richartz-Museum in Köln.